# ابراهیم مرادی
ابراهیم مرادی فیلم‌نامه‌نویس، کارگردان، تهیه‌کننده فیلم، فیلم‌بردار، بازیگر و یکی از پیشگامان سینمای ایران محسوب می‌شود. مرادی یکی از سه چهار هنرمندی است که سینمای ایران با نام آن‌ها آغاز می‌شود. هنگامی که اوانس اوهانیانس آگهی‌های «مدرسه آرتیستی سینما» را در روزنامه‌های کثیرالانتشار سال ۱۳۰۹ چاپ می‌کرد، مرادی ۲۳ سال داشت.
در دوره اول فیلمسازی (۱۳۰۹–۱۳۱۶) که سینمای ایران «قدم آهسته» می‌رفت، مرادی در صف گروه کم شمار اما پرذوق فعالان سینما قرار داشت. از مجموع ۹ فیلم این دوره، دو فیلم ساخته اوست: انتقام برادر (۱۳۱۰) و بلهوس (۱۳۱۳).

## زندگی‌نامه
ابراهیم مرادی در سال ۱۲۸۶ هجری خورشیدی در بندر انزلی متولد شد. او در ۱۲ سالگی به جنبش جنگل به رهبری میرزا کوچک خان جنگلی پیوسته بود و در جمهوری انقلابی گیلان نیز نقش داشت. گفته می‌شود وی در مدرسه رشدیه انزلی به آموزش گریگور یقیکیان و سالن سینما تئاتر شخصی عمید همایون، در انزلی با هنر تئاتر آشنا گردید. ابراهیم مرادی پس از شکست جنگلی‌ها برای بار نخست به شوروی گریخت و در جریان اقامت اجباری‌اش در مسکو جذب حرفهٔ عکاسی شد.

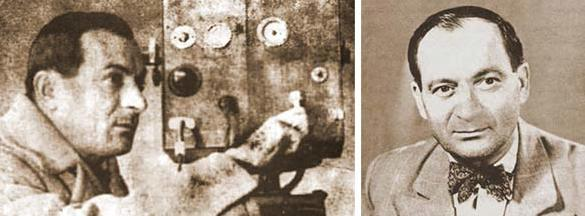
ابراهیم مرادی

## انتقام برادر
مرادی پس از بازگشت به ایران در سال ۱۳۰۹ کار فیلم‌برداری برای ساخت فیلم بلندی که بعدها «انتقام برادر» یا «روح و جسم» نام گرفت را در انزلی، آغاز کرد. این فیلم نهایتاً به شکلی ناقص در همان سال در سالن ارمنی‌های شهر رشت به مدت ۵۵ دقیقه به نمایش درآمد.
ویژگی مهم این فیلم ساخت مستقل آن از جریان جاری سینمای آن زمان ایران است که در تهران و هند متمرکز بود. مرادی ساخت و فیلم‌برداری این فیلم را هم‌زمان با فیلم‌برداری آبی و رابی توسط اوانس اوهانیانس، آغاز کرد. اما از آن‌جا که سینما در ایران هنری ناشناخته بود، هیچ‌کس حاضر به کمک مالی به او نشد. چون روند تولید فیلم به شکلی نسبتاً کامل تا سال ۱۳۱۰ طول کشید، فیلم «انتقام برادر» سومین فیلم داستانی ایرانی است که در تهران به نمایش درآمد و از آن‌جا که تاریخ نویسان سینما زمان نمایش یک فیلم را در پایتخت ملاک داوری تاریخی خود قرار می‌دهند، نوشته‌اند مرادی سومین فیلم بلند سینمایی ایران را ساخته است که دارای ابهام است.

## بوالهوس
ابراهیم مرادی در سکانس‌های آغازین فیلم بوالهوس که در سال ۱۳۱۳ در لنگرود ساخته شده به بخش‌هایی از آداب و رسوم و فرهنگ توده‌های روستایی شرق گیلان اشاره می‌شود. اما این موضوع با پیگیری داستان عشقی ـ اخلاقی فیلم به بیراهه می‌رود. با این همه بوالهوس نسبت به سایر فیلم‌های مشابه‌اش در آن زمان یعنی حاجی آقا آکتور سینما و دختر لر دارای انسجام و ساختار قوی‌تری است؛ که نشان از استعداد و شناخت بیشتر ابراهیم مرادی نسبت به سینما دارد.

## تأسیس مدرسه کودک پا
پس از کناره‌گیری از سینما در سال ۱۳۵۱ مدرسه «کودک پاد» را با هدف کشف کودکان استثنایی و نابغه تأسیس نمود.

### درگذشت
وی در سال ۱۳۵۶ خورشیدی در تهران درگذشت.

## فیلم شناسی
- ۱۳۱۰ انتقام برادر (نویسنده، کارگردان، تهیه کننده، فیلمبردار)
- ۱۳۱۲ حاجی آقا آکتور سینما (دستیار فیلمبردار)
- ۱۳۱۳ بلهوس (نویسنده، کارگردان، تهیه کننده، فیلمبردار)
- ۱۳۳۰ کمرشکن (نویسنده، کارگردان، تهیه کننده، فیلمبردار)
- ۱۳۳۲ پیوند زندگی (نویسنده، کارگردان، تهیه کننده، فیلمبردار)
- ۱۳۳۸ گوهر لکه‌دار (نویسنده، کارگردان)

## سایر فعالیت‌ها
از فعالیت‌ها و اقدامات ابراهیم مرادی می‌توان به:
- تأسیس استودیو جهان‌نما در بندر انزلی در سال ۱۳۰۹
- ایجاد و فعال سازی مرکز فیلم‌های خبری در وزارت معارف وقت
- تأسیس شرکت «پرس فیلم»
- تأسیس «استودیو مرادی»
- با وجود اتهام کمونیست بودن، مدت‌ها به عنوان مشاور در سمت‌های حکومتی حضور داشت و حتی یک مدال تقدیر هم از وزیر فرهنگ و معارف وقت دریافت کرد
- وی تا آخرین سال‌های عمرش از تلاش برای فیلم‌سازی و تربیت جوانان دست بر نداشت و حتی در ۱۳۳۸ وقتی که شصت ساله بود براساس فیلم‌نامه‌ای نوشتهٔ خودش، فیلم «گوهر لکه‌دار» را کارگردانی کرد. فیلم‌های مرادی اغلب در گیلان اتفاق می‌افتند و او همواره علاقه و الفت خاصی نسبت به زادگاهش داشت
- وی در بندر انزلی به تأسیس استودیو جهان‌نما اولین استودیوی هنرپیشگی پرداخت. مرادی به آثار رمانتیک اروپایی و آمریکایی علاقه داشت و در سال ۱۳۱۰ فیلمی با نام انتقام برادر یا «روح و جسم» ساخت و پس از آن نیز فیلمی به نام بوالهوس ساخت که همزمان با فیلم حاجی آقا آکتور سینما روی پرده آمد.
- وی یک مخترع خوش فکر هم بود. او علاوه بر این که دوربین فیلم‌برداری‌اش را خود ساخته بود، ادواتی چون «دستگاه زیرنویس گذاری برای فیلم» و «دستگاه صداگذاری فیلم» را نیز در ایران ساخت.

او نشان عالی مدرسه معروف اکول یونیورسال پاریس را کسب کرد.
- پس از کناره‌گیری از سینما در سال ۱۳۵۱ مدرسه «کودک پاد» را با هدف کشف کودکان استثنایی و نابغه تأسیس نمود.[۴]